# بیمارستان پارس رشت
بیمارستان پارس یک بیمارستان تخصصی و فوق تخصصی در کلان‌شهر رشت در استان گیلان است. بیمارستان دارای ۱۸۰ تخت در یک ساختمان هفت طبقه با زیربنای ۲۶ هزار مترمربع با سرمایه‌گذاری بخش خصوصی و اعتباری بالغ بر ۱۲۰ میلیارد تومان در ۱۰ فروردین ۱۳۹۶ با حضور سید حسن قاضی‌زاده هاشمی وزیر بهداشت، درمان و آموزش پزشکی و هیئت همراه، ریاست محترم رویا عظیم زاده  عضو نظام پزشکی استان گیلان و جمع زیادی از سهامداران و کارکنان بیمارستان پارس افتتاح گشت.

## طراحی
پروژه بیمارستان پارس رشت با طراحیِ شاهین حیدری و لیدا الماسیان در حوزه معماری در مراسم برگزیدگان بخش ساختمان‌های عمومی جایزه معمار ۱۳۹۵ تقدیر شده و جوایزی نیز دریافت کرده است.
کانسپت بیمارستان با سطحی گسترده در طبقه همکف که فضاهای تشخیصی درمانی را در بر می‌گیرد به همراه اورژانس و کلینیک سرپایی با استفاده از آتریوم سراسری که به صورت عمودی و افقی در اطراف فضاها قرار گرفته است  سه مسئله مهم را در بیمارستان حل کرده: 
- تداوم حرکت مراجعین در خارج از فضاهای درمانی در سراسر ساختمان به گونه‌ای که تداخلی میان فضاهای مختلف ایجاد نشود.
- ایجاد فضاهایی پرنور و دارای رنگ‌های آرامش بخش که موجب نشاط مراجعین است.
- ساماندهی مناسب فضاهای درمانی برای کنترل عفونت.

در طراحی بیمارستان پارس رشت سه ورودی اصلی در نظر گرفته شده است. ورودی اصلی بیمارستان که در سمت جنوبی آن واقع شده، ورودی اورژانس که در سمت شرقی بیمارستان قرار دارد و در نهایت یک سکوی فرود بالگرد که در پشت بام قرار گرفته است سه ورودی اصلی این بیمارستان را تشکیل می‌دهند. تمام این سه ورودی به تالار میانی بیمارستان که در حقیقت پل ارتباطی و دسترسی به تمام قسمت‌های ساختمان است ختم می‌شوند.

## بخش‌های بیمارستان
بیمارستان پارس برای ارائه خدمات درمانی دارای بخش‌های زیر است: 
- اورژانس
- آزمایشگاه
- دیالیز
- آندوسکوپی
- کولونوسکوپی
- زنان و زایمان
- نوزادان
- آنژیوگرافی
- همودیالیز
- ارتوپدی
- داروخانه
- ریداکشن
- فیزیوتراپی
- اتاق عمل سرپائی
- اتاق عمل قلب
- بخش داخلی
- پد فرود بالگرد برای اورژانس هوایی
- کتابخانه
- سالن کنفرانس
- واحد تصویر برداری
  - سی‌تی اسکن
  - رادیولوژی
  - تصویرسازی تشدید مغناطیسی
- بخش مراقبت‌های ویژه
  - آی‌سی‌یو
  - سی‌سی‌یو
  - مراقبت‌های ویژه سیار

## جراحان
دکتر سید محمد طالب زاده
دکتر حمیدرضا باقری
دکتر فرهاد عباسقلی زاده
دکتر فرهاد قربانعلی زاده
دکتر امیر سالاری
دکتر شعیب مجدی
دکتر رامین ابراهیمیان